# Ishii (Tokushima)
Ishii (石井町 Ishii-chō?) es un pueblo localizado en la prefectura de Tokushima, Japón. En junio de 2019 tenía una población estimada de 25.062 habitantes y una densidad de población de 869 personas por km². Su área total es de 28,85 km².

## Geografía

### Localidades circundantes
- Prefectura de Tokushima
  - Kamiita
  - Kamiyama
  - Tokushima
  - Yoshinogawa

## Demografía
Según los datos del censo japonés, esta es la población de Ishii en los últimos años.
| 1995   | 2000   | 2005   | 2010   | 2015   |
| ------ | ------ | ------ | ------ | ------ |
| 25.436 | 26.023 | 26.068 | 25.954 | 25.590 |